# الأمم الخمس
الأمم الخمس هي مجموعة قصائد للكاتب والشاعر الإنجليزي روديارد كبلينج (1865-1936) ظهرت لأول مرة في أواخر عام 1903، في كل من المملكة المتحدة  والولايات المتحدة  و لقد كانت بعض القصائد الخاصه بالكاتب جديدة؛ وقد نُشر بعضها من قبل (لا سيما قصيدة "ركودي" في عام 1897)، وأحيانًا في اعوام مختلفه.

## الوصف
عام 1903 كانت المملكة المتحدة تتألف من أربع دول: إنجلترا وأيرلندا، واسكتلندا، وويلز. وسرعان ما أُشير إلى أن "الأمم الخمس" التي حددها كبلينج هي "الأمم الخمس الحرة: كندا، وأستراليا، ونيوزيلندا، وجنوب أفريقيا [أي مستعمرة كيب]، و"جزر البحر" [أي الجزر البريطانية]" - جميعها خاضعة لسيطرة البريطانيين؛ وباستثناء الحالة الأخيرة، للمستوطنين الجدد. وقد أُقر هذا الاقتراح بعد نحو مئة عام. في مراجعة مبكرة (عام 1903)، وصف الناقد الأمريكي بليس بيري كتاب "الأمم الخمس" بأنه "مجموعة مميزة" و"محدود الاهتمام بشكل استثنائي".